# Robert L. Carneiro
Robert L. Carneiro (Nueva York, 4 de junio de 1927 - 24 de junio de 2020) fue un prominente antropólogo y escritor estadounidense. Fue curador emérito del Museo Americano de Historia Natural de Etnología de Sudamérica y profesor emérito de la Richard Gilder Graduate School.  

## Biografía
Carneiro, hijo de portugueses emigrados a los Estados Unidos, se licenció en antropología en 1949 en la Universidad de Míchigan y se doctoró en la misma especialidad y la misma universidad en 1957. Fue profesor de la Universidad de Wisconsin en 1956-1957 y más tarde trabajó vinculado al Museo Americano de Historia Natural, en paralelo con diversos cargos como profesor visitante en la Universidad de California en Los Ángeles, la Universidad de Victoria, Universidad de Fordham y la Universidad de Columbia.
Sus trabajos en el campo de la etnología se han centrado principalmente en tres tribus indígenas que habitan en la cuenca del Amazonas, los indios kuikuru del centro de Brasil, los amahuaca del Perú oriental y los yanomamo del sur de Venezuela.
Está considerado como uno de los evolucionistas sociales más importantes.  2007. Es evolucionismo y sus críticos: Deconstruir y reconstruir una interpretación evolutiva de la sociedad humana, Boulder, CO: Paradigm. fundamentalmente conocido por su teoría sobre la formación del Estado (Teoría de la Circunscripción de Carneiro), que explica cómo las restricciones del entorno interactúan con las presiones demográficas y los conflictos bélicos para formar los estados. Las sociedades han evolucionado desde unas aldeas neolíticas simples y autónomas a unos regímenes políticos, cada vez más grandes y complejos, pasando por diversas etapas de desarrollo, incluyendo las jefaturas y culminando en la formación de estados. Estos estados con una organización más centralizada y compleja se extienden a costa de otras sociedades organizadas de forma simple.
También hizo importantes contribuciones a la teoría general de la evolución cultural. Afirmó que en las guerras primitivas si los perdedores se escapaban lo suficiente, entonces todo resultaba bien. Como se ve en el Antiguo Egipto, cuando se conquistaba un área a lo largo del Nilo, la población no podía huir hacia el desierto, por estar vinculada a su área, como se comprueba también con China, Irak, etc.
En 2012, fue elegido miembro de la Academia Americana de las Artes y las Ciencias.
Falleció el 24 de junio de 2020 a los noventa y tres años.

## Obras
Algunas publicaciones seleccionadas.
- A Theory of the Origin of the State, Science Vol. 169, 21. agosto 1970, p. 733–738.
- What Happened at Flashpoint? Conjectures on Chiefdom Formation at the Very Moment of Conception, In Chiefdoms and Chieftaincy in the Americas. Ed. Elsa M. Redman, p. 18–42. Gainesville: University Press of Florida, 1998.
- The Transition From Quantity to Quality: A Neglected Causal Mechanism in Accounting for Social Evolution, Proceedings of the National Academy of Sciences 97 (2000): 12926-12931.
- Process vs. Stages: A False Dichotomy in Tracing the Rise of the State, In Alternatives of Social Evolution. Ed. Nikolay Kradin, Andrey Korotayev, Dmitri Bondarenko, Victor de Munck y Paul Wason, p. 52–58. Vladivostok: Far Eastern Branch of the Russian Academy of Sciences, 2000.
- The Muse of History and the Science of Culture. Nueva York: Kluwer Academic/Plenum Publishers, 2000.
- Human History: A Domain of Competing Perspectives Europaea 3, no. 2 (1997), p. 9-32.
- Evolutionism in Cultural Anthropology: A Critical History, Westview Press, Boulder, CO, 2003.
- The Evolution of the Human Mind From Supernaturalism to Naturalism An Anthropological Perspective. Nueva York: Eliot Werner Publications, Inc., 2010.